# Barrio Cafferata
Cafferata es un barrio no oficial de la Ciudad Autónoma de Buenos Aires, que debe su nombre al diputado que generó la ley de Casas Baratas que dio origen a este construcción de casas obreras, se encuentra en el barrio Parque Chacabuco.

## Límites
El sub-barrio se encuentra a pocas cuadras del Parque Chacabuco, recostado sobre el ángulo que forman Avenida Asamblea y Avenida José María Moreno, y limitado además por Estrada y Riglos.

## Historia
Durante los años de la Primera Guerra Mundial se generó la necesidad de dar solución a los problemas habitacionales de la Ciudad de Buenos Aires.
El diputado conservador Juan F. Cafferata e. siglo XX, ya que presentó el proyecto de Casas Baratas.
La ley 9.677, del 5 de octubre de 1915 -también llamada "Ley Cafferata"-[cita requerida], creó la Comisión Nacional de Casas Baratas (CNCB), la que procedió a la construcción de 161 casas individuales, conjunto habitacional conocido bajo el nombre de "Barrio Cafferata".
Se considera al Barrio Cafferata como el tercer barrio obrero oficial, ya que la Comisión ya había construido en 1919, frente al Parque Patricios, una primera casa colectiva para obreros, denominada Valentín Alsina y en el año 1910 el primer barrio obrero, Butteler y todavía ambos se encuentran en pie.
El conglomerado edilicio comenzó a construirse en 1918, y fue habilitado en junio de 1921, es decir, durante la intendencia de José Luis Cantilo y la primera presidencia del radical Hipólito Yrigoyen. Lleva el nombre Cafferata en homenaje al diputado por su iniciativa de crear la CNCB.

## Características

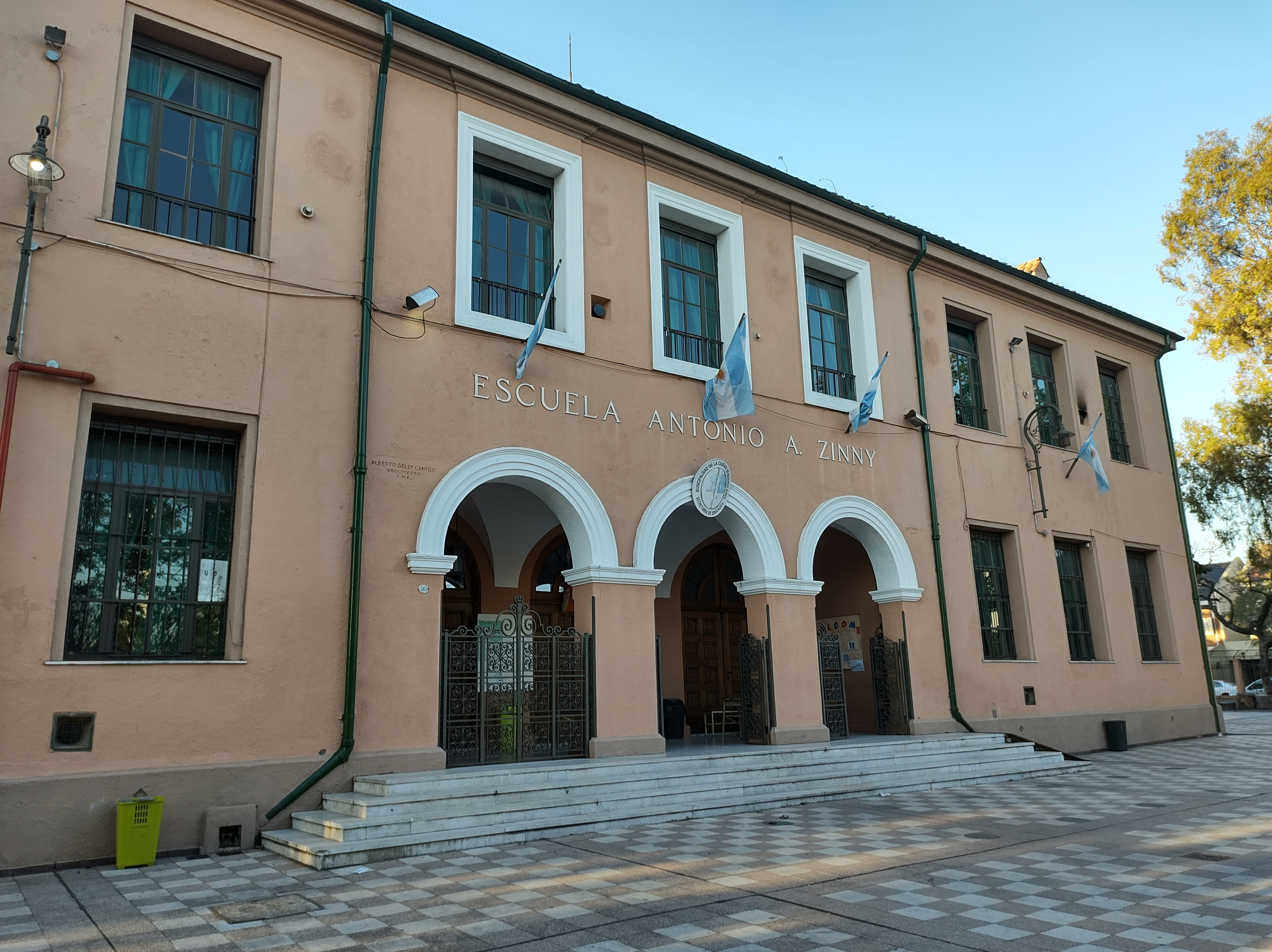
Barrio Cafferata, escuela primaria Antonio A. Zinny

Compuesto por blancos chalets de estilo inglés son de dos tipos: la casa individual o separada y las gemelas o semiseparadas, en ambos casos de dos plantas. Todas las casas son de mampostería, con estuco y techos de tejas españolas y francesas. Tienen un pequeño jardín al frente de la breve vereda y otro más amplio al fondo y mosaicos en damero, blancos y negros. Algunas poseen tres dormitorios: la mayoría, dos.
A pesar de los intentos de modernización traducidos en los chalet de estilos disímiles, todavía esas viviendas mantienen su identidad de notoria influencia británica similar a los community housing de los Estados Unidos.
Son viviendas alineadas alrededor de un edificio central, en este caso la escuela primaria Antonio A. Zinny,

## Instituciones
La escuela "Antonio A. Zinny" , -la Nª 22, del distrito escolar 8 fue inaugurada el 25 de mayo de 1930.

## Culturales
Por error se dice que la zona inspiró el tango Ventanita de arrabal cuya letra fue compuesta por Pascual Contursi y música del artista napolitano Antonio Scatasso que fue grabado por Carlos Gardel en 1927 que hace referencia al Barrio Cafferata", equivocación que se evidencia porque habla de conventillos que no había en la zona. El término lunfardo caferata es derivado de cafishio, o sea proxeneta.